# José Luis de Antuñano

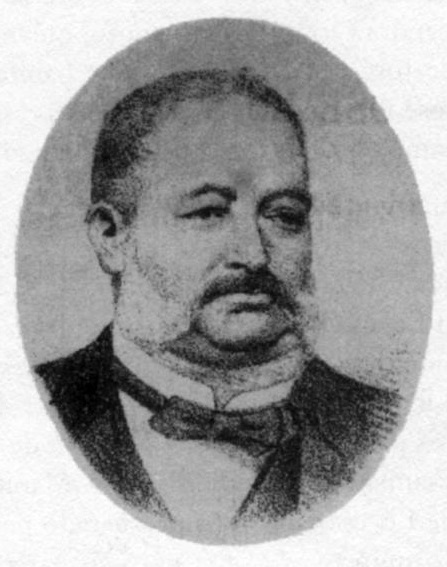
José Luis de Antuñano

José Luis de Antuñano y Orrantia (Valmaseda, 24 de abril de 1815-Durango, 11 de enero de 1876) fue un político carlista español.

## Biografía
Su familia, una de las más acomodadas de Vizcaya, abrazó la causa carlista desde el primer momento y permaneció siempre fiel a ella. Por eso, tras la revolución de 1868 que reanimó al partido carlista, José Luis de Antuñano contribuyó a su organización y a la propaganda de las ideas legitimistas.
Establecido en Madrid, ejerció la profesión de abogado, además de administrar sus propiedades. Fue también presidente de la Junta carlista de Madrid y fue uno de los que con más celo organizaron el Casino carlista de la capital de España, que tuvo que ser clausurado tras sufrir un atentado a manos de la partida de la porra. Asistió asimismo a las Juntas del carlismo que se celebraron en Vevey en marzo de 1870.
En las elecciones de 1871 fue elegido diputado en Cortes por el distrito de Valmaseda, tras lo cual publicó un manifiesto dando las gracias a sus electores y poniéndose a disposición de los diputados forales legítimos, que en aquel momento se hallaban presos en la cárcel de Bilbao. Fue elegido nuevamente como diputado en las elecciones de 1872, en este caso por el distrito de Durango.
Durante la tercera guerra carlista fue vocal de la Junta Carlista de Guerra de Navarra.
La obra La Bandera Carlista en 1871 lo describió de la siguiente manera:

(...) vive rodeado de una familia que constituye su felicidad doméstica, y de numerosos amigos que, apreciando en lo que valen las nobles prendas de su carácter, le favorecen con la más pura y desinteresada estimacion.

Sencillo en sus costumbres, familiar en su trato, con una profunda y enérgica conviccion de las ideas que defiende, fué uno de los primeros designados para formar la Junta central católico-monárquica, y desde la instalacion de este centro. (...)
Hijo de Vizcaya, no desmiente su origen; adórnanle todas las cualidades peculiares de su raza, y no solo las morales, sino las físicas.
Es alto, grueso, fornido. Duro como el hierro que abrigan las entrañas de su país ante las iniquidades del liberalismo, es dúctil y flexible como el acero tratándose de la legitimidad y de la justicia.
Como buen vizcaino, ama la libertad, pero no la falsa, sino la verdadera.

Modesto en extremo, rehuye las ocasiones de ponerse en evidencia; pero que toque alguno á los fueros, que se cometa en su presencia alguna injusticia y hablará, y hablará con energía y elocuencia.

Murió en Durango el 11 de enero de 1876.